# Saint-Raphaël (Haiti)
Saint-Raphaël este o comună din arondismentul Saint-Raphaël, departamentul Nord, Haiti, cu o suprafață de 183,81 km2 și o populație de 48.884 locuitori (2009).